# Chilpancingo
Chilpancingo, ou Ciudad Bravo — nom officiel : Chilpancingo de los Bravo — est une ville du Mexique, capitale de l'État du Guerrero. En 2003, elle avait une population de 152 600 habitants.
Elle est traversée par la route fédérale 95, qui relie la ville d'Acapulco à Mexico.

## Étymologie
Le mot Chilpancingo provient du náhuatl : chilpan qui signifie « là ou il y a des guêpes » et cinco, « pequeño ». La meilleure traduction serait « petit nid de guêpes »[réf. souhaitée].

## Histoire
Le 30 décembre 1960, la « Tuerie de Chilpancingo » est une répression gouvernementale contre les revendications des cultivateurs de coprah et de café, des instituteurs et des étudiants[source insuffisante]. Un odonyme local rappelle cet événement.
En octobre 2024, le maire de la ville, Alejandro Arcos Catalan, est décapité six jours après sa prise de fonction. Moins de trois jours auparavant, le secrétaire de cette même mairie, Francisco Tapia, avait été assassiné.

## Personnalité liée à Chilpancingo
- Nicolás Bravo (1786 – 1854), héros national de la guerre d'indépendance du Mexique, par trois fois Président du Mexique.